# Улица Чахрухадзе
Улица Чахрухадзе (груз. ჩახრუხაძის ქუჩა) — улица в Тбилиси, в историческом районе Старый город, от улицы Шоты Кавлашвили до улицы Бараташвили. Одна из границ Площади Ираклия II . Рекомендованный туристический маршрут по старому городу.

## История
Бывшая Багратионовская улица.
Современное название в честь средневекового грузинского поэта Чахрухадзе (конец XII века — начало XIII века).
31 октября 1982 года в д. 17 на улице при активном участии классика грузинской литературы Нодара Думбадзе был открыт Дом-музей поэта Николоза Бараташвили.

## Достопримечательности

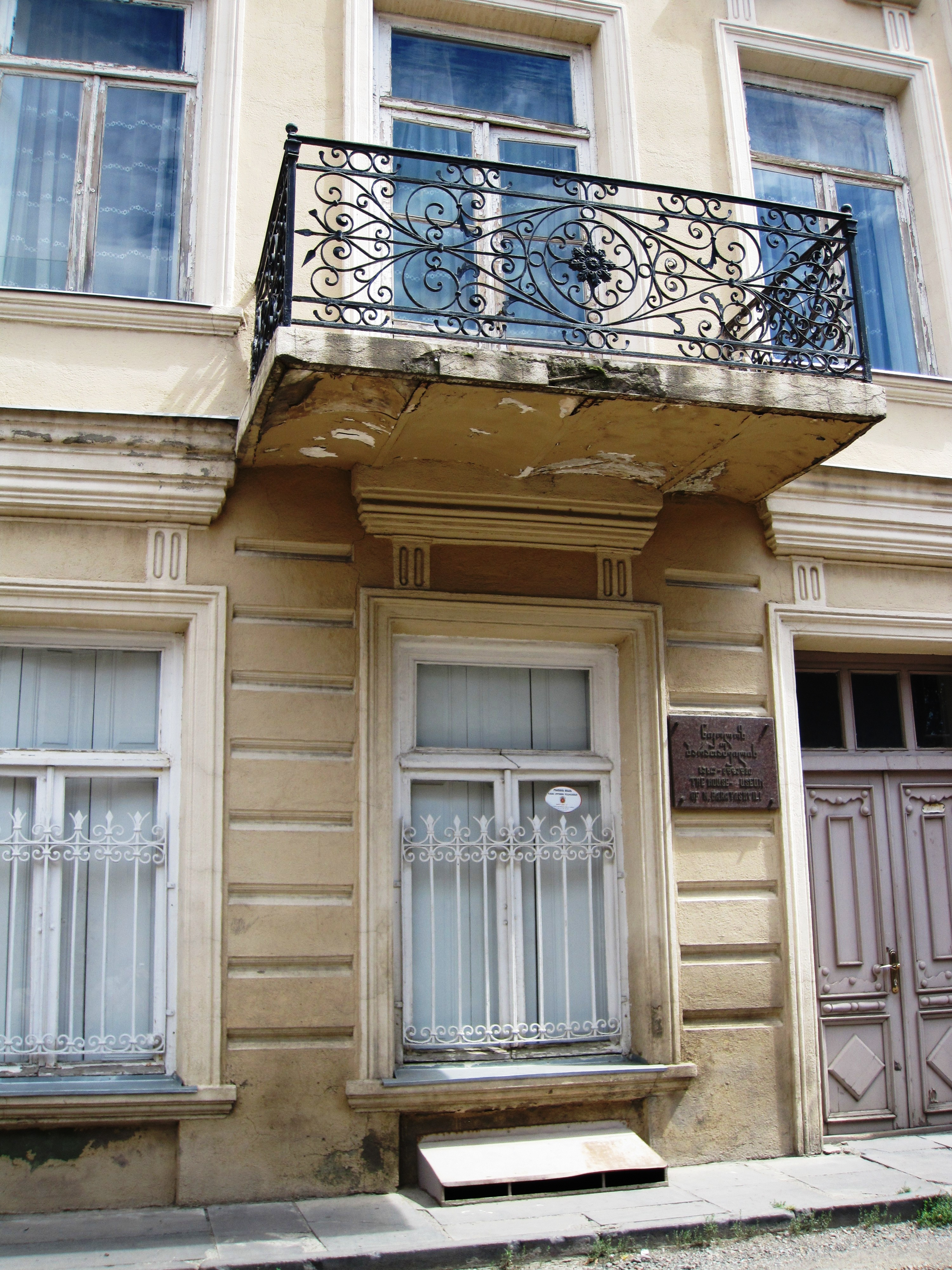
Дом-музей Николоза Бараташвили

д. 17 — Дом-музей Николоза Бараташвили

## Известные жители
д. 28 — артист балета и театральный педагог Г. В. Дарахвелидзе (мемориальная доска)